# 10269 Tusi
10269 Tusi è un asteroide della fascia principale. Scoperto nel 1979, presenta un'orbita caratterizzata da un semiasse maggiore pari a 3,1470574 UA e da un'eccentricità di 0,1613099, inclinata di 2,50217° rispetto all'eclittica.
L'asteroide è dedicato all'astronomo persiano Nasir al-Din al-Tusi.